# JAYWALK CLASSICS
『JAYWALK CLASSICS』（ジェイウォーク・クラシックス）は、JAYWALK2枚目のカバー・アルバム。1996年9月16日に、meldacから発売された。

## 概要
洋楽カバー4曲とセルフカバー7曲から構成されている。
前作『REASON ACOUSTICS BY JAYWALK』より9ヶ月振りに発売。パーカッション・清水達也脱退後初のアルバム。

## 収録曲
全曲編曲：JAYWALK
1. DANCE WITH ME
作詞・作曲：JOHANNA HALL & JOHN HALL
2. 青いステイションワゴン
作詞：増田俊郎、作曲：杉田裕
3. 終わりのない夏
作詞・作曲：増田俊郎
4. WILL YOU STILL LOVE ME TOMORROW
作詞・作曲：GERRY GOFFIN & CAROLE KING
5. それはジェラシー
作詞：トシ・スミカワ、作曲：杉田裕
6. ALL MY LOVING
作詞・作曲：JOHN LENNON & PAUL McCARTNEY
7. NO REPLY
作詞・作曲：JOHN LENNON & PAUL McCARTNEY
8. JOE
作詞：YABU、作曲：田切純一
9. センチメンタル・ロード
作詞：YABU、作曲：中村耕一
10. JUST BECAUSE
作詞：YABU、作曲：杉田裕
11. 雨上がりの街
作詞：YABU、作曲：杉田裕